# Пулька-Рацьонж
Пулька-Рацьонж (пол. Pólka-Raciąż) — село в Польщі, у гміні Рацьонж Плонського повіту Мазовецького воєводства.
Населення — 284 особи (2011).
У 1975-1998 роках село належало до Цехановського воєводства.

## Демографія
Демографічна структура станом на 31 березня 2011 року:
|          | Загалом | Допрацездатний вік | Працездатний вік | Постпрацездатний вік |
| -------- | ------- | ------------------ | ---------------- | -------------------- |
| Чоловіки | 152     | 32                 | 105              | 15                   |
| Жінки    | 132     | 26                 | 77               | 29                   |
| Разом    | 284     | 58                 | 182              | 44                   |